# Leinzell
Leinzelle est jumelée avec le village de Danjoutin (90400) dans l'Est de la France.
Leinzell est une commune de Bade-Wurtemberg (Allemagne), située dans l'arrondissement d'Ostalb, dans la région de Wurtemberg-de-l'Est, dans le district de Stuttgart.